# Mitchellville (Arkansas)
Mitchellville est une ville située dans l’État américain de l'Arkansas, dans le comté de Desha.

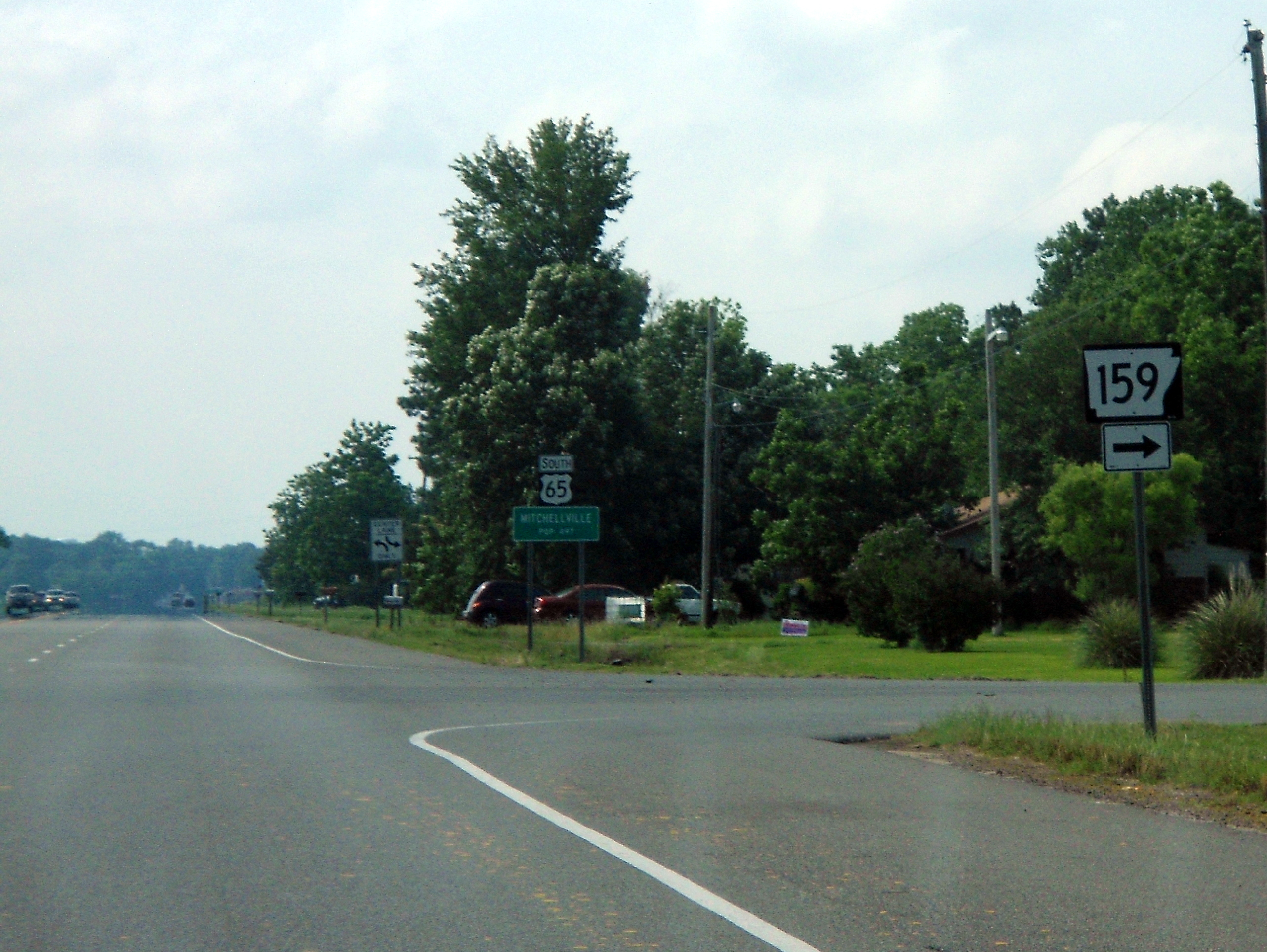
Mitchellville, Arkansas